# 高山智至
高山 智至（たかやま さとし、1984年10月13日 - ）は、京都府出身の競艇選手。登録番号4382。身長170cm。血液型A型。98期。滋賀支部所属。同期に平山智加、松田祐季、西村拓也らがいる。

## 来歴
- やまと競艇学校時代、リーグ戦勝率6.86（準優出4　優出3　第7戦優勝）の成績を残した。
- 2006年5月21日、琵琶湖競艇場でデビュー（6着）。
- 2007年5月24日、常滑競艇場での「さつき賞」2日目2Rで初勝利（117走目）。
- 2011年8月7日、琵琶湖競艇場での「新鋭リーグ第12戦 G3第46回新鋭戦」で初優勝（優出4回目）。
- 2012年1月24日、芦屋競艇場での「G1共同通信社杯 第26回新鋭王座決定戦競走」にG1初出場。翌25日、2日目10RでG1初勝利[1]。